# Heineken Cup 1997-1998
Heineken Cup 1997-98 (in inglese 1997-98 Heineken Cup; in francese H Cup 1997-98) fu la 3ª edizione della massima competizione europea per club di rugby a 15.
Si tenne dal 5 settembre 1997 al 31 gennaio 1998 tra 20 squadre provenienti da Francia, Galles, Inghilterra, Irlanda, Italia e Scozia.
Per la terza volta in altrettante edizioni il torneo si svolse con una nuova formula: nell'occasione con cinque gironi da quattro squadre ciascuno e ripescaggi tra le seconde e la migliore terza classificata.
Statisticamente rilevante è l'unica vittoria di sempre nella competizione dell'Amatori Milano, nella circostanza targato Milan, che alla terza giornata batté in casa Leinster impedendogli, a posteriori, la qualificazione ai play-off; a fine stagione il club, senza più il sostegno finanziario della polisportiva creata da Silvio Berlusconi, cedette il titolo sportivo al Calvisano.
Altra singolarità statistica fu la semifinale tra Tolosa e Brive terminata in parità ma vinta da quest'ultima perché il conteggio delle mete a fine gara le era favorevole per due contro una.
La finale, disputatasi al Parc Lescure di Bordeaux, vide il club inglese del Bath prevalere 19-18 sul citato Brive campione uscente.
L'inglese Jon Callard, alla sua ultima stagione professionistica, realizzò per intero lo score con il quale il Bath vinse 19-18 l'incontro: una meta, poi trasformata, più quattro calci piazzati.
Il valore delle marcature, come stabilito dall’IRFB nel 1992, era: 5 punti per ciascuna meta (7 se trasformata), 3 punti per la realizzazione di ciascun calcio piazzato, idem per il drop.

## Formula
Le venti squadre furono suddivise in 5 gironi da quattro squadre ciascuno; al play-off accedettero 11 squadre di cui:
- le cinque vincitrici di girone direttamente ai quarti di finale;
- le cinque seconde e la migliore terza a un turno preliminare di barrage per determinare le altre tre quartifinaliste.

Tutte le fasi a eliminazione si tennero a gara unica in casa della squadra meglio piazzata nella fase a gironi; la finale si tenne altresì in campo neutro.

## Squadre partecipanti
| Girone A                | Girone B            | Girone C            | Girone D                   | Girone E                |
| ----------------------- | ------------------- | ------------------- | -------------------------- | ----------------------- |
| Leicester (Inghilterra) | Glasgow (Scozia)    | Bath (Inghilterra)  | Bourgoin-Jallieu (Francia) | Benetton (Italia)       |
| Leinster (Irlanda)      | Swansea (Galles)    | Borders (Scozia)    | Cardiff RFC (Galles)       | Caledonia Reds (Scozia) |
| Milan (Italia)          | Ulster (Irlanda)    | Brive (Francia)     | Harlequins (Inghilterra)   | Llanelli (Galles)       |
| Tolosa (Francia)        | Wasps (Inghilterra) | Pontypridd (Galles) | Munster (Irlanda)          | Pau (Francia)           |

## Fase a gironi

### Girone A
|            | Incontri             |       |
| ---------- | -------------------- | ----- |
| 6-9-1997   | Leinster – Tolosa    | 25-34 |
| 7-9-1997   | Leicester – Milan    | 26-10 |
| 12-9-1997  | Leinster – Leicester | 16-9  |
| 13-9-1997  | Milan – Tolosa       | 14-19 |
| 20-9-1997  | Milan – Leinster     | 33-32 |
| 20-9-1997  | Tolosa – Leicester   | 19-22 |
| 27-9-1997  | Leicester – Leinster | 47-22 |
| 28-9-1997  | Tolosa – Milan       | 69-19 |
| 4-10-1997  | Leicester – Tolosa   | 22-23 |
| 4-10-1997  | Leinster – Milan     | 23-6  |
| 11-10-1997 | Tolosa – Leinster    | 38-19 |
| 12-10-1997 | Milan – Leicester    | 29-37 |

#### Classifica
| Pos | Squadra   | G | V | N | P | PF  | PS  | P±  | PT |
| --- | --------- | - | - | - | - | --- | --- | --- | -- |
| A1  | Tolosa    | 6 | 5 | 0 | 1 | 200 | 121 | 79  | 10 |
| A2  | Leicester | 6 | 4 | 0 | 2 | 163 | 117 | 46  | 8  |
| A3  | Leinster  | 6 | 2 | 0 | 4 | 137 | 167 | −30 | 4  |
| A4  | Milan     | 6 | 1 | 0 | 5 | 111 | 206 | −95 | 2  |

### Girone B
|            | Incontri          |       |
| ---------- | ----------------- | ----- |
| 7-9-1997   | Swansea – Wasps   | 25-31 |
| 8-9-1997   | Ulster – Glasgow  | 12-18 |
| 13-9-1997  | Swansea – Ulster  | 33-16 |
| 14-9-1997  | Glasgow – Wasps   | 22-46 |
| 21-9-1997  | Glasgow – Swansea | 35-21 |
| 21-9-1997  | Wasps – Ulster    | 56-3  |
| 27-9-1997  | Ulster – Swansea  | 28-20 |
| 28-9-1997  | Wasps – Glasgow   | 43-5  |
| 3-10-1997  | Ulster – Wasps    | 21-38 |
| 4-10-1997  | Swansea – Glasgow | 30-22 |
| 12-10-1997 | Glasgow – Ulster  | 30-15 |
| 12-10-1997 | Wasps – Swansea   | 29-28 |

#### Classifica
| Pos | Squadra | G | V | N | P | PF  | PS  | P±   | PT |
| --- | ------- | - | - | - | - | --- | --- | ---- | -- |
| B1  | Wasps   | 6 | 6 | 0 | 0 | 243 | 104 | 139  | 12 |
| B2  | Glasgow | 6 | 3 | 0 | 3 | 132 | 167 | −35  | 6  |
| B3  | Swansea | 6 | 2 | 0 | 4 | 157 | 161 | −4   | 4  |
| B4  | Ulster  | 6 | 1 | 0 | 5 | 95  | 195 | −100 | 2  |

### Girone C
|            | Incontri             |       |
| ---------- | -------------------- | ----- |
| 7-9-1997   | Brive – Borders      | 56-18 |
| 7-9-1997   | Pontypridd – Bath    | 15-21 |
| 14-9-1997  | Borders – Bath       | 17-31 |
| 14-9-1997  | Brive – Pontypridd   | 32-31 |
| 20-9-1997  | Bath – Brive         | 27-25 |
| 20-9-1997  | Borders – Pontypridd | 16-23 |
| 27-9-1997  | Pontypridd – Brive   | 29-29 |
| 27-9-1997  | Bath – Borders       | 27-23 |
| 4-10-1997  | Pontypridd – Borders | 46-26 |
| 5-10-1997  | Brive – Bath         | 29-12 |
| 11-10-1997 | Bath – Pontypridd    | 23-10 |
| 12-10-1997 | Borders – Brive      | 29-39 |

#### Classifica
| Pos | Squadra    | G | V | N | P | PF  | PS  | P±  | PT |
| --- | ---------- | - | - | - | - | --- | --- | --- | -- |
| C1  | Bath       | 6 | 5 | 0 | 1 | 141 | 119 | 22  | 10 |
| C2  | Brive      | 6 | 4 | 1 | 1 | 210 | 146 | 64  | 9  |
| C3  | Pontypridd | 6 | 2 | 1 | 3 | 154 | 147 | 7   | 5  |
| C4  | Borders    | 6 | 0 | 0 | 6 | 129 | 222 | −93 | 0  |

### Girone D
|            | Incontri                      |       |
| ---------- | ----------------------------- | ----- |
| 5-9-1997   | Bourgoin-Jallieu – Cardiff    | 26-25 |
| 79-1997    | Harlequins – Munster          | 48-40 |
| 13-9-1997  | Harlequins – Bourgoin-Jallieu | 45-7  |
| 13-9-1997  | Cardiff – Munster             | 43-23 |
| 20-9-1997  | Munster – Bourgoin-Jallieu    | 17-15 |
| 21-9-1997  | Cardiff – Harlequins          | 21-28 |
| 27-9-1997  | Munster – Cardiff             | 32-37 |
| 27-9-1997  | Bourgoin-Jallieu – Harlequins | 18-30 |
| 4-10-1997  | Bourgoin-Jallieu – Munster    | 21-6  |
| 4-10-1997  | Harlequins – Cardiff          | 31-32 |
| 11-10-1997 | Cardiff – Bourgoin-Jallieu    | 26-6  |
| 11-10-1997 | Munster – Harlequins          | 56-18 |

#### Classifica
| Pos | Squadra          | G | V | N | P | PF  | PS  | P±  | PT |
| --- | ---------------- | - | - | - | - | --- | --- | --- | -- |
| D1  | Harlequins       | 6 | 4 | 0 | 2 | 198 | 141 | 57  | 8  |
| D2  | Cardiff RFC      | 6 | 4 | 0 | 2 | 184 | 146 | 38  | 8  |
| D3  | Bourgoin-Jallieu | 6 | 2 | 0 | 4 | 141 | 180 | −39 | 4  |
| D4  | Munster          | 6 | 2 | 0 | 4 | 149 | 222 | −73 | 4  |

### Girone E
|            | Incontri                  |       |
| ---------- | ------------------------- | ----- |
| 6-9-1997   | Benetton – Pau            | 18-19 |
| 7-9-1997   | Caledonia Reds – Llanelli | 18-23 |
| 13-9-1997  | Pau – Llanelli            | 44-12 |
| 14-9-1997  | Caledonia Reds – Benetton | 17-9  |
| 20-9-1997  | Llanelli – Benetton       | 39-18 |
| 20-9-1997  | Pau – Caledonia Reds      | 50-28 |
| 27-9-1997  | Benetton – Caledonia Reds | 52-6  |
| 28-9-1997  | Llanelli – Pau            | 14-10 |
| 4-10-1997  | Benetton – Llanelli       | 42-25 |
| 5-10-1997  | Caledonia Reds – Pau      | 30-24 |
| 11-10-1997 | Llanelli – Caledonia Reds | 31-10 |
| 11-10-1997 | Pau – Benetton            | 56-7  |

#### Classifica
| Pos | Squadra        | G | V | N | P | PF  | PS  | P±   | PT |
| --- | -------------- | - | - | - | - | --- | --- | ---- | -- |
| E1  | Pau            | 6 | 4 | 0 | 2 | 203 | 89  | 114  | 8  |
| E2  | Llanelli       | 6 | 4 | 0 | 2 | 144 | 142 | 2    | 8  |
| E3  | Benetton       | 6 | 2 | 0 | 4 | 146 | 162 | −16  | 4  |
| E4  | Caledonia Reds | 6 | 2 | 0 | 4 | 89  | 189 | −100 | 4  |

## Play-off
|  | Barrage | Barrage     | Barrage     |             |       | Quarti di finale | Quarti di finale | Quarti di finale |  |  | Semifinali | Semifinali | Semifinali |  |  | Finale | Finale | Finale |  |
|  |         |             |             |             |       |                  |                  |                  |  |  |            |            |            |  |  |        |        |        |  |
|  |         |             |             |             |       | Tolosa           | Tolosa           | 51               |  |  |            |            |            |  |  |        |        |        |  |
|  |         |             |             |             |       | Tolosa           | Tolosa           | 51               |  |  |            |            |            |  |  |        |        |        |  |
|  |         |             | Harlequins  | Harlequins  | 10    |                  |                  |                  |  |  |            |            |            |  |  |        |        |        |  |
|  |         |             |             | Harlequins  | 10    |                  |                  |                  |  |  |            |            |            |  |  |        |        |        |  |
|  |         |             |             |             |       |                  |                  |                  |  |  |            |            |            |  |  |        |        |        |  |
|  |         |             |             |             |       |                  |                  |                  |  |  |            |            |            |  |  |        |        |        |  |
|  |         | Tolosa      | Tolosa      | 22          |       |                  |                  |                  |  |  |            |            |            |  |  |        |        |        |  |
|  |         |             |             |             |       |                  |                  |                  |  |  |            |            |            |  |  |        |        |        |  |
|  |         |             | Brive       | Brive       | 22    |                  |                  |                  |  |  |            |            |            |  |  |        |        |        |  |
|  |         |             |             | Brive       | 22    |                  |                  |                  |  |  |            |            |            |  |  |        |        |        |  |
|  |         |             |             |             |       |                  |                  |                  |  |  |            |            |            |  |  |        |        |        |  |
|  |         |             |             |             |       |                  |                  |                  |  |  |            |            |            |  |  |        |        |        |  |
|  |         | Wasps       | Wasps       | 18          |       |                  |                  |                  |  |  |            |            |            |  |  |        |        |        |  |
|  |         |             |             | 18          |       |                  |                  |                  |  |  |            |            |            |  |  |        |        |        |  |
|  |         |             | Brive       | Brive       | 25    |                  |                  |                  |  |  |            |            |            |  |  |        |        |        |  |
|  | C2      | Brive       | Brive       | Brive       | 25    | 25               |                  |                  |  |  |            |            |            |  |  |        |        |        |  |
|  | C2      | Brive       |             |             |       |                  |                  |                  |  |  |            |            |            |  |  |        |        |        |  |
|  | C3      | Pontypridd  | 20          |             |       |                  |                  |                  |  |  |            |            |            |  |  |        |        |        |  |
|  | C3      | Pontypridd  | 20          |             | Brive | Brive            | 18               |                  |  |  |            |            |            |  |  |        |        |        |  |
|  |         |             |             |             |       |                  |                  |                  |  |  |            |            |            |  |  |        |        |        |  |
|  |         |             | Bath        | Bath        | 19    |                  |                  |                  |  |  |            |            |            |  |  |        |        |        |  |
|  |         |             |             | Bath        | 19    |                  |                  |                  |  |  |            |            |            |  |  |        |        |        |  |
|  |         |             |             |             |       |                  |                  |                  |  |  |            |            |            |  |  |        |        |        |  |
|  |         |             |             |             |       |                  |                  |                  |  |  |            |            |            |  |  |        |        |        |  |
|  |         | Bath        | Bath        | 32          |       |                  |                  |                  |  |  |            |            |            |  |  |        |        |        |  |
|  |         |             |             | 32          |       |                  |                  |                  |  |  |            |            |            |  |  |        |        |        |  |
|  |         |             | Cardiff RFC | Cardiff RFC | 21    |                  |                  |                  |  |  |            |            |            |  |  |        |        |        |  |
|  | D2      | Cardiff RFC | Cardiff RFC | Cardiff RFC | 21    | 24               |                  |                  |  |  |            |            |            |  |  |        |        |        |  |
|  | D2      | Cardiff RFC |             |             |       |                  |                  |                  |  |  |            |            |            |  |  |        |        |        |  |
|  | E2      | Llanelli    | 20          |             |       |                  |                  |                  |  |  |            |            |            |  |  |        |        |        |  |
|  | E2      | Llanelli    | 20          |             | Bath  | Bath             | 20               |                  |  |  |            |            |            |  |  |        |        |        |  |
|  |         |             |             |             |       |                  |                  |                  |  |  |            |            |            |  |  |        |        |        |  |
|  |         |             | Pau         | Pau         | 14    |                  |                  |                  |  |  |            |            |            |  |  |        |        |        |  |
|  |         |             |             | Pau         | 14    |                  |                  |                  |  |  |            |            |            |  |  |        |        |        |  |
|  |         |             |             |             |       |                  |                  |                  |  |  |            |            |            |  |  |        |        |        |  |
|  |         |             |             |             |       |                  |                  |                  |  |  |            |            |            |  |  |        |        |        |  |
|  |         | Pau         | Pau         | 35          |       |                  |                  |                  |  |  |            |            |            |  |  |        |        |        |  |
|  |         |             |             | 35          |       |                  |                  |                  |  |  |            |            |            |  |  |        |        |        |  |
|  |         |             | Leicester   | Leicester   | 18    |                  |                  |                  |  |  |            |            |            |  |  |        |        |        |  |
|  | A2      | Leicester   | Leicester   | Leicester   | 18    | 90               |                  |                  |  |  |            |            |            |  |  |        |        |        |  |
|  | A2      | Leicester   |             |             |       |                  |                  |                  |  |  |            |            |            |  |  |        |        |        |  |
|  | B2      | Glasgow     | 19          |             |       |                  |                  |                  |  |  |            |            |            |  |  |        |        |        |  |

### Barrage
| Arbitro: | Joël Dumé |

|                                                                                  |    |                       |
| Horak (4) Stransky (3) Cockerill (2) Corry Healey D. Richards W. Greenwood Lloyd | mt | A. Craig Little Hayes |
| Stransky (10)                                                                    | tr | Hayes (2)             |

| Arbitro: | Jim Fleming |

|                         |      |                  |
| Lamaison Travers Carrat | mt   | Spiller D. James |
| Lamaison (2)            | tr   | N. Jenkins (2)   |
| Lamaison (2)            | c.p. | N. Jenkins (2)   |

| Arbitro: | Ed Morrison |

|               |      |                          |
| Thomas Kacala | mt   | McBryde Proctor G. Evans |
| Jarvis        | tr   |                          |
| Jarvis (4)    | c.p. | Warlow                   |

### Quarti di finale
| Arbitro: | Didier Mené |

|                         |      |               |
| de Glanville Ubogu Lyle | mt   | L. Davies (2) |
| Callard                 | tr   | Jarvis        |
| Callard (5)             | c.p. | Jarvis (3)    |

| Arbitro: | Derek Bevan |

|                                                     |      |            |
| E. Ntamack Lapoutge Bondouy (2) Dispagne D. Lacroix | mt   | T. Lacroix |
| Delaigue (2) Ougier                                 | tr   | T. Lacroix |
| Ougier (5)                                          | c.p. | T. Lacroix |

| Arbitro: | Chuck Muir |

|             |      |                                 |
|             | mt   | S. Carrat v.d. Linden J. Carrat |
|             | tr   | Lamaison (2)                    |
| T. Rees (6) | c.p. | Lamaison (2)                    |

| Arbitro: | David R. Davies |

|                                    |      |              |
| Cleda Leloir Bernat-Salles Brusque | mt   | Back Serevi  |
| Aucagne (3)                        | tr   | Stransky     |
| Aucagne (3)                        | c.p. | Stransky (2) |

### Semifinali
| Arbitro: | Derek Bevan |

|             |      |               |
| Obogu       | mt   | Bernat-Salles |
| Callard (5) | c.p. | Aucagne (3)   |

| Arbitro: | David McHugh |

|                          |      |                 |
| Bondouy                  | mt   | Magne S. Carrat |
| Delaigue                 | tr   |                 |
| Delaigue (3) Deylaud (2) | c.p. | Lamaison (4)    |

### Finale
| Arbitro: | Jim Fleming |

|                            |      |                                 |
| Callard 58’                | mt   |                                 |
| Callard 58’                | tr   |                                 |
| Callard 19’, 33’, 66’, 82’ | c.p. | 2’, 10’, 17’, 30’, 40’ Lamaison |
|                            | drop | 65’ Pénaud                      |